# Ventres glacés
Pour les articles homonymes, voir ventre (homonymie).
Ventres glacés (en allemand : Kuhle Wampe oder: Wem gehört die Welt?) est le premier film ouvertement communiste de la République de Weimar, sorti en 1932. Coécrit par Bertolt Brecht, qui supervisa l'ensemble de la production et réalisé par le Bulgare Slátan Dudow, le film retrace l'histoire de la colonie ouvrière autonome de Müggelsee à Berlin. D'abord censuré pour « propagande communiste », il put ensuite être montré sous certaines conditions, sous la pression d'une partie de la presse.
Le titre provient du dialecte berlinois kuhl (pour kühl, frais) et Wampe (ventre). Kuhle Wampe peut également être compris comme « ventre vide ». Kuhle Wampe était le nom d'un terrain de camping situé sur la Große Krampe (une partie de la rivière  Dahme à Berlin). « Wem gehört die Welt ? » signifie « À qui appartient le monde ? ». Le titre symbolise à la fois les difficultés du prolétariat et la vision d'espoir des auteurs incarnée par le communisme.

## Histoire
Le film se divise en quatre parties, chacune portée par une musique propre, dans le Berlin du début des années 1930.
La première partie décrit un jeune homme au chômage qui se suicide en sautant de sa fenêtre, après une autre journée vaine de recherche d'emploi.
Dans la deuxième partie, sa famille est expulsée de son logement et s'installe dans un terrain de campement tenu par d'autres ouvriers, la Kuhle Wampe. Anni, la fille, seule à disposer d'un travail, tombe enceinte et s'amourache de Fritz, qui explique le soir-même qu'on le force au mariage à cause de la grossesse d'Anni. Celle-ci le quitte et s'installe chez son amie Gerda.
La troisième partie met en scène une fête sportive organisée par les ouvriers, où Anni renoue sa relation avec Fritz, qui vient de perdre son travail.
La dernière partie représente le retour au foyer du jeune couple. Dans le train, ils se disputent aux côtés d'autres ouvriers avec des bourgeois à propos de la crise économique. Un des ouvriers fait la remarque à un « nanti » que la classe aisée ne changera pas le monde, ce à quoi l'interpellé rétorque: « Qui changera alors le monde ? ». Gerda répond « Ceux à qui il ne plait pas ». Le film se termine sur le chant de la Solidaritätslied, la « chanson de la solidarité » composée par Hanns Eisler. Eisler et Brecht ont aussi composé ensemble des chants politiques qui ont joué leur rôle dans les années de la République de Weimar (1918-1933), comme le Solidaritätslied (le Chant de la Solidarité, 1932) du premier film parlant « prolétarien » Kuhle Wampe (Ventres glacés). Eisler dirigea aussi le cercle prolétarien intitulé « Matérialisme dialectique en musique ». (cf Hanns Eisler). Interprétation : Ernst Busch, (qui joue dans le film) en différentes versions successives. (cf http://321ignition.free.fr/pag/fr/art/pag_002/brech_01.htm

## Une production instable
Pendant l'écriture du scénario, l'argent vint à manquer, car la société de production Prometheus Film fit faillite entretemps. Le producteur zurichois Lazar Wechsler et sa société Praesens-Film prit le relai. Pendant les projections, l'équipe du film fit appel aux services de sécurité du Parti Communiste d'Allemagne pour faire face aux menaces d'attaque des Sections d’Assaut (SA).

## Censure
Peu après sa sortie en 1932, le film fut censuré pour son caractère propagandiste, communiste qui insultait la justice et la religion, même si ces deux points n'étaient pas évoqués dans le film. Bertolt Brecht, très impliqué dans le projet, complimenta ironiquement le censeur, en déclarant qu'il était le seul à avoir vraiment compris le film. Après des protestations de la gauche et d'une partie de la presse, l'interdiction fut levée sous certaines conditions (interdiction aux mineurs, retrait de certains passages).
Après la première mondiale à Moscou, le film ne fut plus diffusé en URSS.

## Fiche technique
- Titre : Ventres glacés
- Titre original : Kuhle Wampe oder: Wem gehört die Welt?
- Réalisation : Slátan Dudow
- Scénario : Bertolt Brecht et Ernst Ottwalt
- Production : Lazar Wechsler pour Praesens-Film et Prometheus Film
- Musique : Hanns Eisler
- Photographie : Günther Krampf
- Son : Carl Erich Kroschke et Michelis
- Décors : Robert Scharfenberg et C.P. Haacker
- Pays d'origine : République de Weimar
- Format : Noir et blanc - 1,37:1 - Mono - 35 mm
- Durée : 71 minutes
- Dates de sortie :
  - 14 mai 1932 (Union des républiques socialistes soviétiques)
  - 30 mai 1932 (République de Weimar)
  - 7 octobre 1932 (France)

## Distribution
- Hertha Thiele :  Annie
- Ernst Busch : Fritz
- Martha Wolter : Gerda
- Adolf Fischer : Kurt
- Lili Schoenborn-Anspach : la mère
- Max Sablotzki : le père
- Alfred Schaefer : un jeune chômeur

Le film fait également appel à de nombreux figurants issus des classes populaires.

## Réédition
Le film a bénéficié d'une nouvelle sortie en 1999 au Royaume-Uni en VHS, sous-titré en anglais.
Sortie DVD en 2014 (France) par K-films, remasterisé avec une nouvelle traduction.